# Сисси-гипноз
Сисси-гипноз (англ. Sissy hypno), также на английском языке упоминается как autogynephilic persuasive pornography, является формой порнографии, которая якобы путём гипноза склоняет человека к самофеминизации. Причины потребления такой формы порнографии многообразны, и она охватывает большое количество людей. Несмотря на это, неизвестна эффективность влияния этого метода гипноза, поскольку эмпирические данные по этой теме очень ограничены.
Видеоряд обычно состоит из отредактированных клипов, взятых из популярной гетеросексуальной и трансгендерной порнографии, с прилагаемыми к ним инструкциями. Суггестивная функция, будь то в видео, изображении или аудио, подаётся через текстовые субтитры. Эти тексты встроены в медиа, и они обычно содержат внушающее и назидательное значение. 
Сисси-гипноз был описан как разновидность «микропорнографии» по определению Хелен Хестер, Бетан Джонс и Сары Тейлор-Харман. Этот ярлык сперва использовался для коротких GIF-файлов, которые публиковались в онлайн-сообществах. Однако сисси-гипноз отличается от GIF-микропорнографии своей длительностью и сложностью.
В обращении 2020 года в Комитет женщин и равенства парламента Великобритании от организации Women’s Declaration International, сисси-гипноз был назван «силой, создающей трансгендерность».